# La Nuit du 13
La Nuit du 13 è un film muto del 1921 sceneggiato e diretto da Henri Fescourt.

## Produzione
Fu il primo film prodotto dalla Compagnie Française Cinématographique (CFC) che, nel 1933, diventerà anche una casa di distribuzione. Fu anche la prima di quattro sceneggiature di Fescourt che, come regista, appare in oltre quaranta titoli usciti in Francia dal 1912 al 1942.
La protagonista è Yvette Andréyor, un'attrice diventata molto nota per i suoi ruoli nei serial di Louis Feuillade, tra cui quello di Jacqueline Aubry in Judex. All'epoca, Yvette Andréyor era sposata con Jean Toulout, un altro degli interpreti del film da cui divorziò poi nel 1926.

## Distribuzione
Il film uscì nelle sale cinematografiche francesi nel 1921.